# Иванов, Алексей Иванович (Герой Советского Союза)
Алексей Иванович Иванов (7 октября 1923, деревня Троицкое, Чувашская АО — 1945, провинция Бранденбург) — сержант Рабоче-крестьянской Красной Армии, участник Великой Отечественной войны, Герой Советского Союза (1945).

## Биография
Алексей Иванов родился в 1923 году в деревне Троицкое Ядринского уезда (ныне — Вурнарский муниципальный округ Чувашии).
После окончания в 1941 году зооветеринарного техникума работал зоотехником.
В 1942 году Иванов был призван на службу в Красную Армию. С мая того же года — на фронтах Великой Отечественной войны.
К январю 1945 года сержант Алексей Иванов был наводчиком 507-го истребительно-противотанкового артиллерийского полка 5-й ударной армии 1-го Белорусского фронта. Отличился во время Висло-Одерской операции.
В январе 1945 года, находясь в составе штурмовой группы, Иванов огнём своего орудия способствовал успешному освобождению городов Фридеберг (ныне — Стшельце-Краеньске) и Ландсберг (ныне — Гожув-Велькопольски). Он первым в своём подразделении переправился через Одер и принял активное участие в боях на Кюстринском плацдарме, отразил шесть немецких атак, уничтожив 1 штурмовое орудие и 2 танка.
1 февраля 1945 года Иванов был тяжело ранен и эвакуирован в госпиталь. Точная дата смерти и точное место захоронения не установлены.
Указом Президиума Верховного Совета СССР от 24 марта 1945 года сержант Алексей Иванов посмертно был удостоен высокого звания Героя Советского Союза. Также был награждён орденом Ленина и медалью.
В честь А.И. Иванова установлен обелиск в деревне Троицкое, названы улицы в Вурнарах и родной деревне.